# Reinhard von Dalwigk zu Lichtenfels (General, 1770)
Freiherr Reinhard von Dalwigk zu Lichtenfels (* 1. Mai 1770 auf Haus Kampf; † 18. April 1844 in Darmstadt) war ein Hessen-kasselscher General, Schriftsteller und Gouverneur von Darmstadt.

## Leben

### Herkunft und Familie
Reinhard von Dalwigk entstammte dem hessischen Uradelsgeschlecht derer von Dalwigk. Er war ein Sohn des Waldeckschen Oberhofmarschalls Johann Friedrich von Dalwigk zu Lichtenfels (1734–1810) und dessen Ehefrau Henriette Wilhelmine geb. von Berner (1733–1789) und wuchs zusammen mit seinen Geschwistern Karl Friedrich August (1761–1825), Elgar (1766–1797), und Alexander Felix (1776–1839), auf.
Er war verheiratet mit Elisabeth Antonie geb. Höpfner (1779–1855), Tochter des Ludwig Höpfner und der Marianne geb. Thom. Aus der Ehe ging der Sohn Reinhard Carl Friedrich (1802–1880) hervor, der von 1852 bis 1871 Regierungschef des Großherzogtums Hessen war.

### Wirken
Reinhard trat 1785 in der Hessen-kasselschen Armee ein. Am 1. Mai 1790 wurde er Premierleutnant im Garde-Chevauxlegers-Regiment. Hier machte er Karriere, am 28. November 1792 wurde er Rittmeister, am 21. Mai 1803 Major, 21. Juli 1807 Oberstleutnant, am 21. Mai 1811 Oberst, 28. September 1813 Generalmajor und am 14. Juni 1824 Generalleutnant. Am 8. April 1840 wurde er Gouverneur von Darmstadt.
Er gehörte zum engen Umfeld des Prinzen Emil von Hessen-Darmstadt.

### Schriften
- 1824, Der Sicherheitsdienst, Unterricht für den Gensdarmen
- 1824, Die täglich vorkommenden Dienstgeschäfte eines Kavallerie-Offiziers
- Denkwürdigkeiten, Verlag Bing & Schwarz, Korbach 2011

### Auszeichnungen
- Oktober 1840 Annenorden I. Klasse durch Nikolaus I. (Russland)
- 1. Mai 1843 Großkreuz des Verdienstordens Philipps des Großmütigen